# یواس‌آرسی همیلتون (۱۸۳۰)
یواس‌آرسی همیلتون (۱۸۳۰) (به انگلیسی: USRC Hamilton (1830)) یک کشتی بود که طول آن ۷۸ فوت (۲۴ متر) بود.